# ۱۲۲۳ (قمری)
۱۲۲۳ (قمری)، هزار و دویست و بیست و سومین سال در گاهشماری هجری قمری است. اول محرم این سال برابر با بیست و هشتم فوریه سال ۱۸۰۸ میلادی است.